# Népszínház utca 37.
A Népszínház utca 37. számú lakóépület, egyes forrásokban Goldberger-ház Budapest VIII. kerületében a Népszínház utcában található a Nagyfuvaros és a Kisfuvaros utca közötti szakaszon a páratlan oldalon.

## Elhelyezkedése, megközelítése

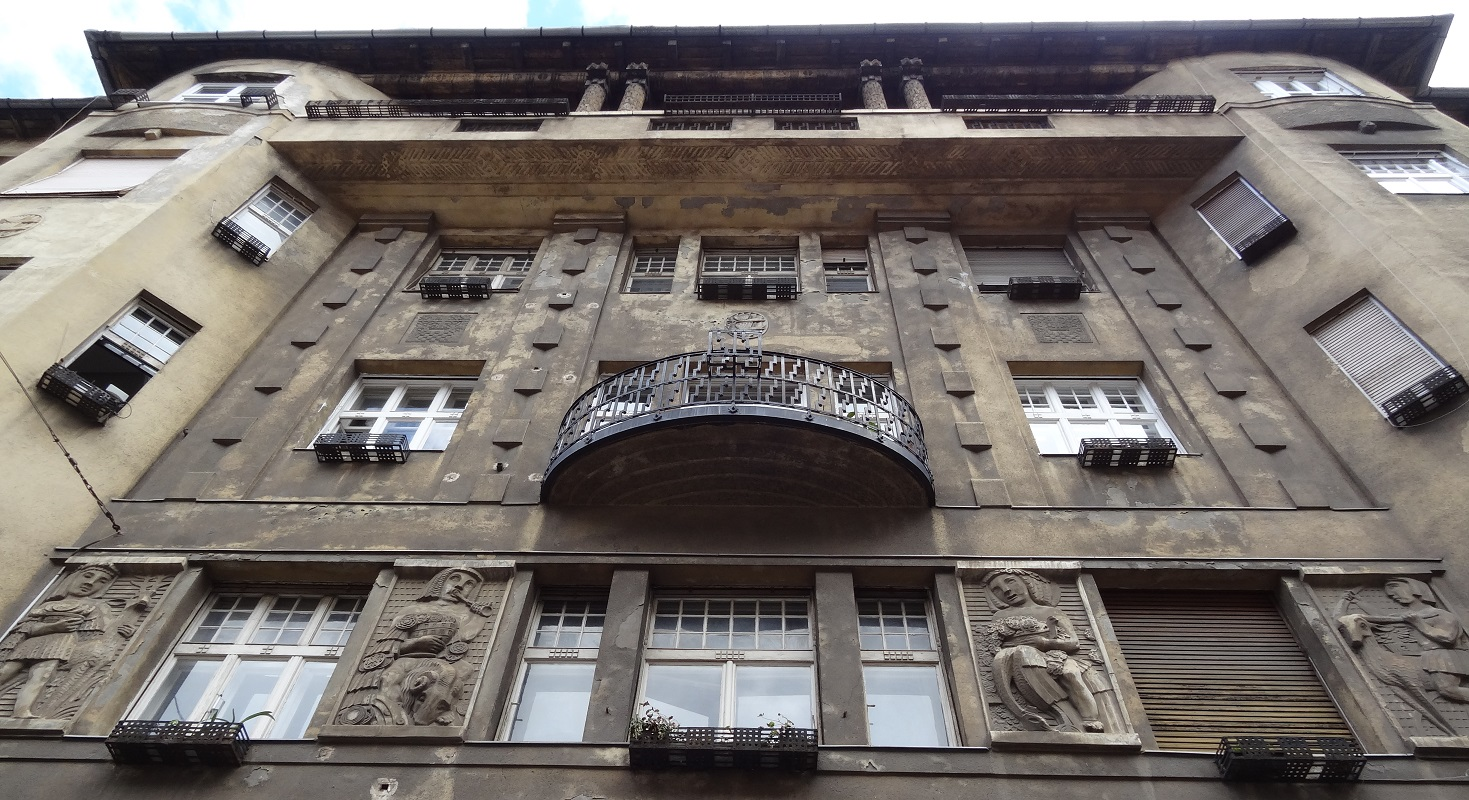
Népszínház utca 37. Homlokzat 2017-ben

Szomszédos épületei az 1911-12-ben épült Málnai Béla és Haász tervei alapján épült 35-ös számú Ruchlinder-ház és a néhány éve épült, a Mellow Mood Hotels tulajdonában álló 39-es számú Atlas City Hotel.
A ház 2-es metró és a 4-es-6-os villamosok Blaha Lujza téri megállójától kb. 600 méterre, a 4-es metró  II. János Pál pápa téri megállójától kb. 150 méterre, a  28-as, 28A, 37-es, 37A és 62-es villamosok, valamint a 99-es és a 217E busz megállójától kb. 100 méterre található.

## Története és jelene

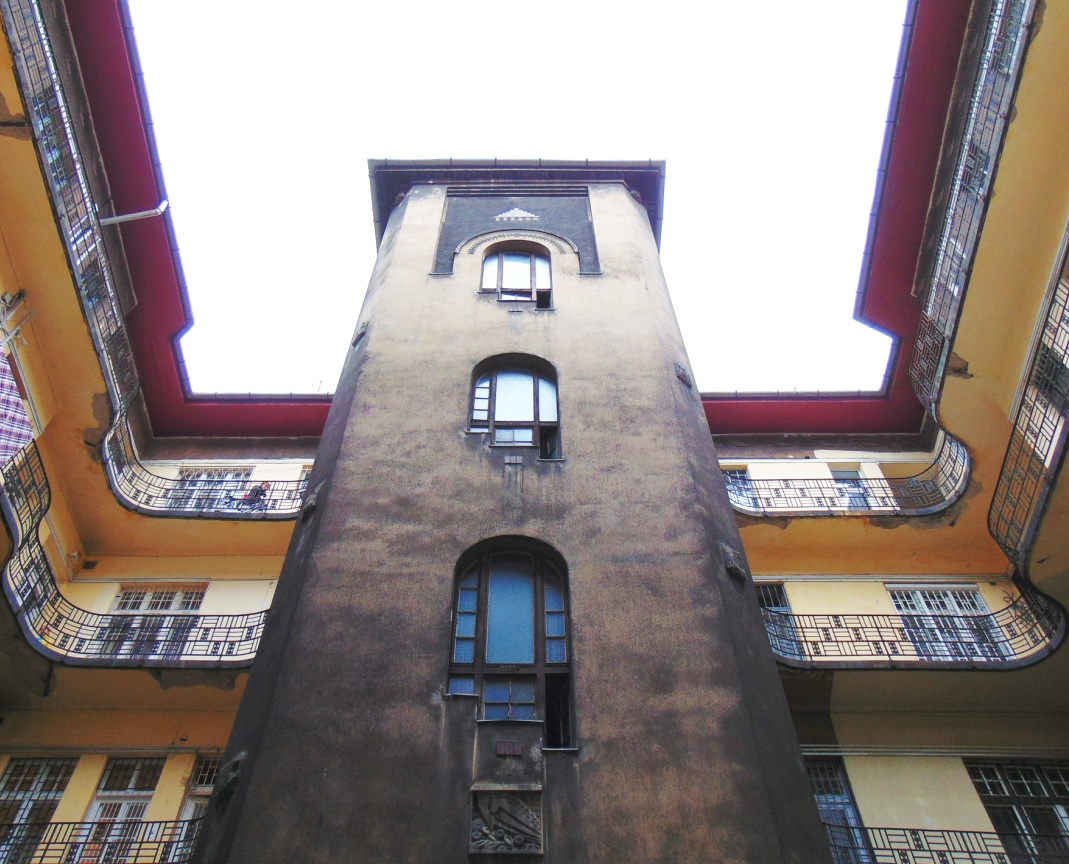
Népszínház utca 37. Udvar 2017-ben

A ház 1909 és 1911 között Goldberger Ármin fuvaros és neje megbízásából épült Löffler Béla és Löffler Sándor tervei alapján, egyaránt visel magán szecessziós és art deco jeleket. Löffler (Samu) Sándor (Budapest, 1877 – Melbourne, 1962) és Löffler Béla (Budapest, 1880 – talán Jeruzsálem, 1930-as évek
vége) a századforduló és a korai modernizmus időszakában alkotó építész testvérpár. 1906-ban közösen építészirodát nyitottak Budapesten és számos alkotásukkal járultak hozzá Budapest kultúrtörténetéhez és máig meghatározó városképéhez (Pl: Népszínház utca 37., Mátyás tér 4. Magda-udvar). Leghíresebb munkájuk az 1913-ban befejezett Kazinczy utcai ortodox főzsinagóga terve, amivel hatalmas elismerést, és ismertséget nyertek el. A Löffler testvérek ezután keresett, sikeres építészei lettek Budapestnek.
A ház úgynevezett csillagos ház volt. A csillagos házak azok a budapesti lakóépületek, amelyeket az 1944. június 16-án kiadott 147.501–514/1944–IX számú rendeletében a „zsidók (a fennálló rendelkezések értelmében megkülönböztető jelzés – sárga csillag – viselésére kötelezettek)” lakhelyéül kijelöltek. Az elnevezés eredete az, hogy a rendelet értelmében az épületek bejáratát hatágú Dávid-csillaggal kellett megjelölni.

## 2017-es képek
|  |  |  |  |
|  |  |  |  |
|  |  |  |  |